# FK Borac Banja Luka
FK Borac er en fodboldklub fra byen Banja Luka i Republika Srpska i Bosnien-Hercegovina. Klubben er en af de mest succesfulde i Republika Srpska. Klubben har vundet mesterskaet i Bosnien-Hercegovina (2010-11) og mesterskabet i Republika Srpska fire gange 2000–01, 2005–06, 2007–08, 2016–17.
Klubben blev stiftet i 1926 som Radnicki Sportski Klub, hvilket betyder arbejdernes sportsklub. I 1945 skiftede den til sit nuværende navn, der betyder "kæmper". I 1961 avancerede klubben for første gang til Jugoslaviens bedste liga.
Storhedstiden var i 1970'erne, hvor de fleste sæsoner blev spillet i den bedste liga, og i 1975 blev det til en plads i den jugoslaviske cupfinale, som dog blev tabt; samt de senere år inden Jugoslaviens opløsning i halvfemserne. Som den eneste vandt klubben pokalfinalen i 1988 som 2. liga mandskab.
Klubben har også et kendt håndboldhold på kvindesiden: RK Borac Banja Luka.

## Titler
- Bosniske mestre (2): 2010/11, 2020/21
- Bosniske pokalmestre (2): 2009-10, 2023-24

## Europæiske deltagelse
| Sæson   | Runde      | Modstander         | Hjemme | Ude | Kommentar |
| ------- | ---------- | ------------------ | ------ | --- | --------- |
| 2011-12 | 2. kvalif. | Maccabi Haifa F.C. | 3-2    | 1-5 | -         |

| Sæson   | Runde      | Modstander        | Hjemme | Ude | Kommentar |
| ------- | ---------- | ----------------- | ------ | --- | --------- |
| 2010-11 | 2. kvalif. | FC Lausanne-Sport | 1-1    | 0-1 | -         |
| 2024-25 | Gruppespil | 🇬🇷 Panathinaikos  | 1-1    | -   | -         |

| Sæson   | Runde    | Modstander          | Hjemme | Ude | Kommentar |
| ------- | -------- | ------------------- | ------ | --- | --------- |
| 1975-76 | 1. runde | US Rumelange        | 9-0    | 5-1 | -         |
| 1975-76 | 2. runde | RSC Anderlecht      | 1-0    | 0-3 | -         |
| 1988-89 | 1. runde | FC Metalist Kharkov | 2-0    | 0-4 | -         |

44°46′33.5″N 17°11′58.4″Ø / 44.775972°N 17.199556°Ø
| Fodbold | Spire Denne artikel om en fodboldklub er en spire som bør udbygges. Du er velkommen til at hjælpe Wikipedia ved at udvide den. |